# Туткус, Валдас
Валдас Туткус (лит. Valdas Tutkus, род. 27 декабря 1960) — литовский генерал-лейтенант, бывший командующий вооружёнными силами Литвы.

## Биография
Валдас Туткус родился 27 декабря 1960 года в Вильнюсе. В 1988–1991 годах учился в Военной академия имени М. В. Фрунзе в Москве. В 1996 году окончил колледж НАТО в Риме. В 2004–2009 годах занимал должность командующего вооружённых сил Литвы.

## Военные степени
- 1982 — лейтенант;
- 1984 — старший лейтенант;
- 1986 — капитан;
- 1990 — майор;
- 1991 — лейтенант-полковник;
- 1994 — полковник;
- 2001 — генерал бригады;
- 2004 — генерал-майор;
- 2007 — генерал-лейтенант.

## Награды
- В 2001 году Туткус был награждён оружием, названным в его честь[1].
- В 2003 году его наградили кавалерским крестом ордена Витаутаса Великого[2].
- Орден Орлиного креста 2 класса (30 сентября 2004 года, Эстония)[3].
- Памятный знак Министерства национальной обороны Литвы в память о выводе российской армии из Литвы.
- Почётный знак «За заслуги перед национальной обороной».
- Знак Почета Железного Волка.
- Медаль «За заслуги».
- В 2009 году он был награждён Крестом кавалера ордена Креста Витиса[4].